# Râul Valea Calului, Bănești
Râul Valea Calului este unul afluent al râului Bănești. 

## Hărți
- Harta Județul Argeș
- Munții Făgăraș  Arhivat în 8 septembrie 2013, la Wayback Machine.
- Alpinet - Munții Făgăraș